# Barry Biggs
Barry Biggs (Saint Andrew) is een Jamaicaanse reggaezanger en producent.

## Carrière
Biggs werkte als technicus bij de Jamaicaanse radio, voordat hij midden jaren 1960 optrad als harmoniezanger. Hij zong in het koor en als achtergrondzanger in Studio One van de producent Coxsone Dodd en in de Treasure Isle Studios van Duke Reid. Na enkele optredens met de bands The Crystalites en The Astronauts werd hij leadzanger bij Byron Lee & the Dragonaires.
In 1968 probeerde hij het eerst als soloartiest en begon hij zijn profcarrière met de door Harry J. Johnson geproduceerde coverversie van My Cherie Amour van Stevie Wonder, die in 1970 werd uitgebracht onder de naam Barrington Biggs. Met de song One Bad Apple van The Jackson 5 volgde in 1971 de eerste hit in zijn geboorteland Jamaica. Vanaf dit moment werkte Biggs ook als geluidstechnicus en producent.
Het eerste internationale succes diende zich aan in 1976 met het zelf geschreven nummer Work All Day (Britse hitlijst, #38). Het aan het eind van het jaar verschenen nummer Side Show was een coverversie van de Amerikaanse zanggroep Blue Magic (1974). Het nummer ontwikkelde zich tot de grootste hit van de Jamaicaan (Britse hitlijst, #3) en werd onderscheiden met een zilveren plaat en behoort tot de dertig meest verkochte singles uit 1977 in het Verenigd Koninkrijk.
Biggs coverde ook verdere hits van Amerikaanse artiesten, waaronder Stevie Wonder, The Chi-Lites en The Temptations. Nadat het samen met Neville Hinds geschreven Youre My Life (#36) in het voorjaar van 1977 de hitlijst haalde, volgde in de zomer de tweede coversong Three Ring Circus (#22) van de groep Blue Magic uit Philadelphia. Eind 1979 volgden enkele kleinere hitsuccessen met What's Your Sign Girl? en in de zomer van 1981 Wide Awake in a Dream, geschreven door Wallace Wilson. Hinds en Wilson waren beide lid van Byron Lee & the Dragonaires.

## Discografie

### Singles
- 1970: My Cheri Amour (als Barrington Biggs)
- 1970: Got to Be Mellow
- 1971: One Bad Apple
- 1972: How Could I Let You Get Away
- 1976: Work All Day
- 1976: Side Show
- 1977: Why Must You Cry
- 1977: You're My Life
- 1977: Three Ring Circus
- 1977: They Took the Show on the Road
- 1977: Sincerely
- 1978: Give Me a Call
- 1978: Surely
- 1979: What’s Your Sign Girl?
- 1979: Too Much Heaven
- 1981: Wide Awake in a Dream
- 1981: Love on a Two Way Street
- 1981: Promise Is a Comfort to a Fool
- 1982: Break Your Promise
- 1982: This Is Good Life
- 1982: Don’t Let the Sun Catch You Crying
- 1982: Reflections (met Ruddy Thomas)
- 1983: Love Come Down
- 1983: One of the Poorest People
- 1983: Reflections of My Life (met Ruddy Thomas)
- 1986: Conversations
- 1987: Side Show (87 Mix)
- 1987: If You Wanna Make Love
- 2015: Work All Day (met Dennis Brown)

### Albums
- 1976: Mr. Biggs
- 1977: Sincerely!
- 1980: What's Your Sign?
- 1982: Wide Awake
- 1983: Coming Down with Love
- 1989: So in Love
- 1994: Night Like This
- 1995: Side Show
- 2001: Love Come Down
- 2002: Just My Imagination
- 2007: Reggae Max

### Compilaties
- 1977: Barry Biggs and the Inner Circle (met Inner Circle)
- 2000: The Vintage Years
- 2001: Love Come Down
- 2002: The Sideshow: The Very Best of Barry Biggs
- 2004: Sideshow: The Best of Barry Biggs

- Bibliothèque nationale de France: cb13891507v (data)
- Gemeinsame Normdatei: 134329295
- International Standard Name Identifier: 0000 0000 5514 5398
- Library of Congress Control Number: no2006056971
- MusicBrainz: 49267173-315a-462f-a5d4-3f7565eee283
- Virtual International Authority File: 54331784
- WorldCat: E39PBJycKxqJTP473gjJdcrH4q